# Asphondylia geminis
Asphondylia geminis är en tvåvingeart som beskrevs av Peter Kolesik 2010. Asphondylia geminis ingår i släktet Asphondylia och familjen gallmyggor. Inga underarter finns listade i Catalogue of Life.